# Liste der Ehrenbürger von Alzenau

Wappen der Stadt Alzenau

Das Ehrenbürgerrecht ist die höchste Auszeichnung der unterfränkischen Stadt Alzenau. Mit dieser Auszeichnung werden Persönlichkeiten geehrt, die sich in hohem Maße um das Wohl der Stadt verdient gemacht haben.
Seit 1945 wurde in der Stadt Alzenau und den früher selbstständigen Gemeinden insgesamt 21 Personen diese Ehrung zuteil.
Hinweis: Die Auflistung erfolgt chronologisch nach Datum der Zuerkennung.

## Die Ehrenbürger der Stadt Alzenau
1. Helene Hagen (* 29. Oktober 1885; † 9. Juli 1981)
Beisitzerin des Hofgutes Maisenhausen
Verleihung 1951 in Albstadt
2. Michael Antoni (* 28. November 1881; † 10. September 1968)
Bürgermeister und Marktgemeinderat
Verleihung 1951 in Alzenau
3. Josef August Eichelsbacher (* 2. Juli 1884; † 6. August 1968)
Schulrat
Verleihung 1954 in Hörstein
4. Alfons Kempf (* 30. Januar 1912 in Albstadt; † 8. November 1999 in Würzburg)
Weihbischof
Verleihung 1960 in Albstadt
5. Kaspar Menth (* 5. April 1896; † 22. September 1975)
Oberlehrer
Verleihung 1961 in Albstadt
6. Emil Hörning (* 4. März 1911; † 4. Januar 1989)
Pfarrer
Verleihung 1961 in Kälberau
7. Karl Höhne (* 9. Juli 1894; † 20. Februar 1985)
Schulrat und Heimatmaler
Verleihung 1976 in Alzenau
8. Willi Wombacher (* 1. August 1907; † 25. September 1980)
Bürgermeister und Stadtrat
Verleihung 1980 in Alzenau
9. Otto Staab (* 2. November 1914; † 19. Dezember 1994)
Stadtrat
Verleihung 1982 in Alzenau
10. Friedel Ritter (* 10. November 1922; † 11. September 1995)
Bürgermeister und Stadtrat
Verleihung 1987
11. Karl Klassert (* 8. März 1926; † 17. April 2008)
Stadtrat
Verleihung 1990 in Alzenau
12. Edgar Meyer (* 10. August 1934; † 14. Juni 2000)
Stadtrat und Vereinsfunktionär
Verleihung 1996 in Alzenau
13. Norbert Bensing (* 15. März 1933; † 10. August 2013)[1]
Stadtrat
Verleihung 2002 in Alzenau
14. Franz Emge (* 4. Oktober 1934; † 21. September 2015)[2]
Stadtrat
Verleihung 2002 in Alzenau
15. Hubert Müller (* 3. November 1934; † 18. Juli 2015)[3]
Stadtrat
Verleihung 2002 in Alzenau
16. Irene Treffert (* 25. Juni 1940)
Stadträtin
Verleihung 2005 in Alzenau
17. Walter Scharwies (* 27. September 1948)
Bürgermeister und Heimatforscher
Verleihung 25. September 2011 in Alzenau
18. Helmut Schuhmacher
2. Bürgermeister und Stadtrat
Verleihung 28. September 2014 in Alzenau[4]
19. Rolf Ringert
Stadtrat
Verleihung 28. September 2014 in Alzenau[4]
20. Gerhard Dehn (* 30. November 1943; † 19. Oktober 2016)[5]
Stadtrat
Verleihung 28. September 2014 in Alzenau[4]
21. Burkhard Jung
Stadtrat
Verleihung 28. September 2014 in Alzenau[4]
22. Richard Strobel  (* 5. März 1935) Pfarrer und Seelsorger der Kuratrie St. Philippus und St. Jakobus Albstadt   Verleihung am 11. Juli 2021 in Alzenau